# Charles Lewis Tiffany
Pour les articles homonymes, voir Tiffany.
Charles Lewis Tiffany, né le 15 février 1812 à Killingly dans le Connecticut aux États-Unis et mort le 18 février 1902 à Yonkers à New York, est un bijoutier-joaillier et le fondateur de Tiffany & Co. à New York en 1837.

## Biographie
Élevé dans le Connecticut, Charles Lewis Tiffany commence sa carrière à l'âge de quinze ans comme vendeur dans le magasin de son père. Aidé d'un ami d'école et avec un prêt de son père de 1 000 $, il ouvre un petit magasin de verreries, souvenirs et cadeaux dans le Lower Manhattan à New York en 1837. Rapidement, le magasin prend de l'ampleur avec la vente d'articles de luxe comme la cristallerie, la porcelaine, l'argenterie, la joaillerie et l'horlogerie. Posant des prix élevés et fixes sur ses produits, il interdit ainsi le marchandage. Le négoce prospère, entre autres grâce à la vente par correspondance. et change de nom en 1841 devenant Tiffany, Young and Ellis. Petit à petit, le magasin se spécialise dans le cristal de Bohême et la porcelaine. Charles Lewis Tiffany décide de réaliser ses propres créations de bijoux.
Le magasin devient alors une grande joaillerie américaine, et se réorganise sous le nom de « Tiffany and Company ». Il introduit le « bleu Tiffany » pour un catalogue de pièces prestigieuses ainsi que pour les emballages. Tiffany ouvre des succursales à Paris en 1850 et Londres en 1868. Avec un investissement considérable pour l'époque de 500 000 $, la maison mère déménage également sur la Cinquième Avenue à cette époque, où elle réside toujours. Charles Tiffany introduit, par la pureté, le standard anglais de l'argent sterling (sterling silver). Avec George F. Kuntz, alors jeune gemmologiste, il commence une collection de pierres précieuses d'exception. Il achète en 1887 les joyaux de la couronne de France. Juste avant sa mort, il revend sa collection de perles et de pierres au musée d'Histoire naturelle.
Son fils Louis Comfort Tiffany devient un célèbre verrier et créateur de lampes, vitraux ou vases.
Charles Tiffany est également un bienfaiteur du Metropolitan Museum of Art et un des fondateurs de la Société des beaux-arts de New York.

## Vie privée
En 1839, Charles Lewis Tiffany a épousé Harriet Olivia Avery Younga, la sœur de John B. Young. De ce mariage il a eu six enfants dont Louis Comfort Tiffany (1848-1933), Charles Lewis Tiffany, Jr. (1842-1847), Annie Olivia Tiffany Mitchell...